# Homologa kromosompar

En diploid cell från människa innehåller 22 par homologa kromosomer och 2 könskromosomer (XY eller XX). Cellen får ena kromosomen från modern och den andra från fadern. De maternella och paternella kromosomerna i ett homologt par har samma gener på samma ställe, men genvarianter (skillnader i alleler) kan uppstå.

Homologa kromosompar består av två skilda kromosomer (i samma cell) som är lika långa och innehåller samma gener i samma locus.
Homologa kromosompar förenas och överkorsas med varandra under meiosens (reduktionsdelningens) profas 1. 
I ett homologt kromosompar härstammar den ena kromosomen från faderns befruktande spermie och den andra från moderns äggcell.